# 350
Năm 350 là một năm trong lịch Julius. 